# Teoremas de Hahn-Banach de vectores valorados
En matemáticas, específicamente en la teoría del análisis funcional y de los espacios de Hilbert, los teoremas de Hahn-Banach de vectores valorados son generalizaciones de los teoremas de Hahn–Banach a partir de funcionales lineales (que siempre se valoran en los números reales {\displaystyle \mathbb {R} } o en los números complejos {\displaystyle \mathbb {C} }) sobre operadores lineales valorados en espacios vectoriales topológicos (EVTs).

## Definiciones
En X e Y habrá espacios vectoriales topológicos (EVTs) sobre el cuerpo {\displaystyle \mathbb {K} }; y L(X; Y) denotarán el espacio vectorial de todas las aplicaciones lineales continuas de X a Y, donde si X e Y son espacios normados, entonces se dota a L(X; Y) con su norma operatoria canónica.

### Extensiones
Si M es un subespacio vectorial de un EVT X, entonces Y tiene la propiedad de extensión de M a X si cada aplicación lineal continua f : M → Y tiene una extensión lineal continua para todo X. Si X e Y son espacios vectoriales normados, entonces se dice que Y tiene la propiedad de extensión métrica de M a X si se puede elegir que esta extensión lineal continua tenga una norma igual a | f |.
Un EVT Y tiene la propiedad de extensión de todos los subespacios de X (a X) si para cada subespacio vectorial M de X, Y tiene la propiedad de extensión de M a X. Si X e Y son espacios vectoriales normados, entonces Y tiene la propiedad de extensión métrica de todo el subespacio de X (a X) si para cada subespacio vectorial M de X, Y tiene la propiedad de extensión métrica de M a X.
Un EVT Y tiene la propiedad de extensión si para cada espacio localmente convexo X y cada subespacio vectorial M de X, Y tiene la propiedad de extensión de M a X.
Un espacio de Banach Y tiene la propiedad de extensión métrica si para cada espacio de Banach X y cada subespacio vectorial M de X, Y tiene la propiedad de extensión métrica de M a X.
1-extensiones
Si M es un subespacio vectorial del espacio normado X sobre el cuerpo {\displaystyle \mathbb {K} }, entonces un espacio normado Y tiene la propiedad inmediata de 1-extensión de M a X si para cada x ∉ M, cada aplicación lineal continua f : M → Y tiene una extensión {\displaystyle F:M\oplus (\mathbb {K} x)\to Y} tal que | f | = | F |. Se dice que Y tiene la propiedad inmediata de 1-extensión si Y tiene la propiedad inmediata de 1-extensión de M a X para cada espacio de Banach X y cada subespacio vectorial M de X.

### Espacios inyectivos
Un espacio localmente convexo Y es inyectivo si para cada espacio localmente convexo Z que contiene Y como un subespacio vectorial topológico, existe una proyección continua desde Z hasta Y.
Un espacio de Banach Y es 1-inyectivo o un espacio P1 si para cada espacio de Banach Z contiene Y como un subespacio vectorial normado (es decir, la norma de Y es idéntica a la restricción habitual a Y de la norma de Z), existe una proyección continua de Z a Y que tiene la norma 1.

## Propiedades
Para que un EVT Y tenga la propiedad de extensión, debe ser completo (ya que debe ser posible extender la función identidad {\displaystyle \mathbf {1} :Y\to Y} desde Y hasta la completación Z de Y; es decir, a la aplicación Z → Y).

### Existencia
Si f : M → Y es un aplicación lineal continua desde un subespacio vectorial M de X a un espacio de Hausdorff completo Y, entonces siempre existe una extensión lineal continua única de f desde M hasta el cierre de M en X.
En consecuencia, basta con considerar únicamente aplicaciones de subespacios vectoriales cerrados a espacios completos de Hausdorff.

## Resultados
Cualquier espacio localmente convexo que tenga la propiedad de extensión es inyectivo.
Si Y es un espacio de Banach inyectivo, entonces para cada espacio de Banach X, cada operador lineal continuo de un subespacio vectorial de X a Y tiene una extensión lineal continua a todo X.
En 1953, Alexander Grothendieck demostró que cualquier espacio de Banach con la propiedad de extensión es de dimensión finita, o no es separable.
| Teorema Supóngase que Y es un espacio de Banach sobre el campo {\displaystyle \mathbb {K} .} Entonces los siguientes enunciados son equivalentes: 1. Y es 1-inyectivo; 2. Y tiene la propiedad de extensión métrica; 3. Y tiene la propiedad inmediata de 1-extensión; 4. Y tiene la propiedad de radio central; 5. Y tiene la propiedad de intersección débil; 6. Y tiene 1-complemento en cualquier espacio de Banach en el que esté inmersa una norma; 7. Siempre que Y esté inmerso en una norma en un espacio de Banach {\displaystyle X}, la aplicación identidad {\displaystyle \mathbf {1} :Y\to Y} se puede extender a una aplicación lineal continua de la norma {\displaystyle 1} a {\displaystyle X}; 8. Y es linealmente isométrico a {\displaystyle C\left(T,\mathbb {K} ,\\|{\dot {}}\\|_{\infty }\right)} para algunos espacios de Hausdorff compactos extremadamente desconectados T. Este espacio T es único excluidos homeomorfismos. Si además, Y es un espacio vectorial sobre los números reales, entonces se puede agregar a esta lista: 1. Y tiene la propiedad de intersección binaria; 2. Y es linealmente isométrico a un retículo vertorial completo con orden arquimediano con unidad de orden y dotado de la norma de unidad de orden. |

| Teorema Supóngase que Y es un espacio de Banach real con la propiedad de extensión métrica. Entonces, los siguientes enunciados son equivalentes: 1. Y es reflexivo; 2. Y es separable; 3. Y es de dimensión finita; 4. Y es linealmente isométrico a {\displaystyle C\left(T,\mathbb {K} ,\\|\cdot \\|_{\infty }\right),} para algún espacio finito discreto {\displaystyle T} |

.

## Ejemplos
Productos del cuerpo subyacente
Supóngase que {\displaystyle X} es un espacio vectorial sobre {\displaystyle \mathbb {K} }, donde {\displaystyle \mathbb {K} } es {\displaystyle \mathbb {R} } o {\displaystyle \mathbb {C} } y sea {\displaystyle T} cualquier conjunto.
Sea {\displaystyle Y:=\mathbb {K} ^{T}}, que es el producto de {\displaystyle \mathbb {K} } tomado por {\displaystyle |T|}, o de manera equivalente, el conjunto de todas las funciones con valores {\displaystyle \mathbb {K} } en T.
Confiriendo a {\displaystyle Y} su topología producto habitual, lo que lo convierte en un EVT de Hausdorff localmente convexo.
Entonces, {\displaystyle Y} tiene la propiedad de extensión.
Para cualquier conjunto {\displaystyle T}, el espacio Lp {\displaystyle \ell ^{\infty }(T)} tiene tanto la propiedad de extensión como la propiedad de extensión métrica.